# Benedict Drechsler junior

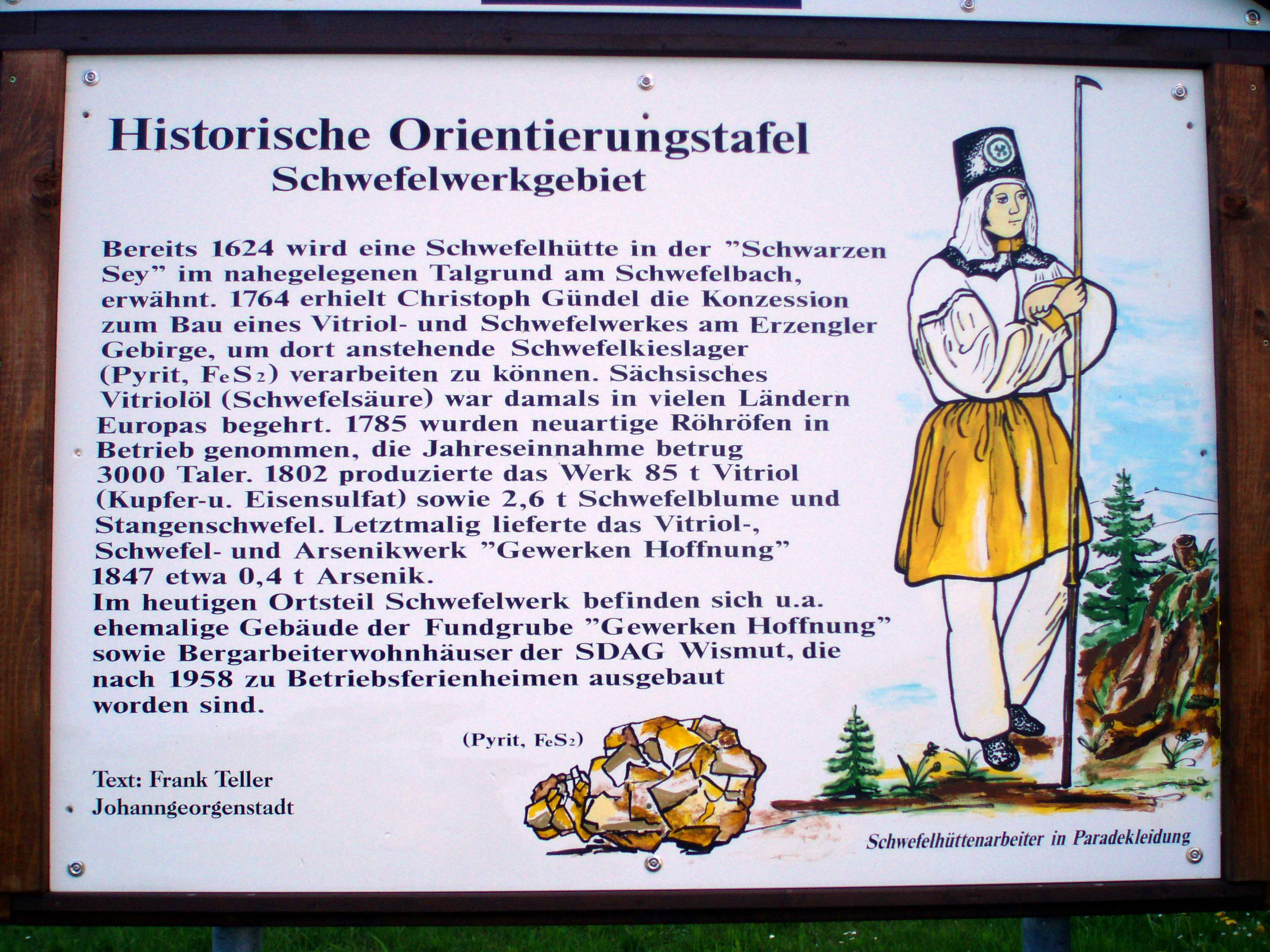
Erläuterungstafel beim früheren Schwefelwerk

Benedict Drechsler junior (* 17. September 1678 in Johanngeorgenstadt; † im 18. Jahrhundert) war ein sächsischer Goldarbeiter und Unternehmer, der nach Franken zog und dort Bergkommissar wurde.

## Leben
Er war der Sohn des aus der böhmischen Bergstadt Platten als Exulant vertriebenen Bergbausachverständigen Benedict Drechsler, der ihm eine Ausbildung als Goldarbeiter finanzierte. Benedict Drechsler wurde zunächst Obereinfahrer in Sankt Joachimsthal. Nach dem Tod des Vaters kehrte er nach Johanngeorgenstadt zurück, wo er die Schwefelhütte im Lehmergrund übernahm, an die noch heute der Name Schwefelwerk erinnert. Im Jahre 1714 fand er den im Glimmer und im körnigen Kalk enthaltenen Schmirgel in der Nähe seiner Schwefelhütte, den er dort erfolgreich verarbeitete.
Am 13. Februar 1702 heiratete er in Johanngeorgenstadt Anna Sophia Löbel (* 1680), die Tochter des Ratsverwandten und Handelsmannes Paul Löbel, mit der er gemeinsam sieben Kinder hatte. Mit seinen jüngsten Kindern zog er nach Wunsiedel, wo er 1722 Bergkommissar wurde.